# Гарбирас, Нина
Ни́на Гарбира́с (англ. Nina Garbiras; 9 сентября 1964, Нью-Йорк, Нью-Йорк, США) — американская актриса.

## Биография
Нина Гарбирас родилась 9 сентября 1964 года в Нью-Йорке (штат Нью-Йорк, США) в семье баскского происхождения. Окончила университет Санта Клара по специальности психология.
Нина снималась в кино 10 лет, с 1998 по 2007 года, и за это время она сыграла в 11-ти фильмах и телесериалах. В 2000 году Гарбирас сыграла роль Нэнси Эверетт в фильме «Можешь рассчитывать на меня», который получил 2 номинации на «Оскар». С 2000 по 2001 год снималась в телесериале «Улица».
После окончания кинокарьеры она начала карьеру в бизнесе. В настоящее время она является владельцем антикварного магазина в Нью-Йорке.

## Фильмография
| Год       |     | Русское название            | Оригинальное название | Роль             |
| --------- | --- | --------------------------- | --------------------- | ---------------- |
| 1998      | кор | Конец века                  | Fin de siècle         | Эллисон          |
| 1998      | ф   | Смешивание Ниа              | Mixing Nia            | девушка          |
| 1999      | с   | В конце линии               | LateLine              | молодая женщина  |
| 2000      | ф   | Можешь рассчитывать на меня | You Can Count on Me   | Нэнси Эверетт    |
| 2000      | ф   | Вышибала                    | Bruiser               | Джанин Кридлоу   |
| 2000      | с   | Ложные слухи                | Grapevine             | Янси Брюер       |
| 2000—2001 | с   | Улица                       | The $treet            | Александра Брилл |
| 2001      | с   | Високосные годы             | Leap Years            | Бет Гринуэй      |
| 2002—2003 | с   | Бумтаун                     | Boomtown              | Андреа Литтл     |
| 2006      | с   | Доктор Вегас                | Dr. Vegas             | новая медсестра  |
| 2007      | ф   | Дневники няни               | The Nanny Diaries     | Мисс Чикаго      |